# Rogers M. Smith
Rogers M. Smith (* 20. September 1953) ist ein US-amerikanischer Politikwissenschaftler und Professor an der University of Pennsylvania. Er amtierte 2018/19 als Präsident der American Political Science Association (APSA). Seit 2004 ist er Mitglied der American Academy of Arts and Sciences.
Smith machte seinen Bachelor-Abschluss in Politikwissenschaft 1974 an der Michigan State University und legte 1978 das Master-Examen an der Harvard University ab, wo er 1980 zum Ph.D. promoviert wurde. An der Yale University war er anschließend Assistant Professor (von 1980 bis 1985), Associate Professor (von 1985 bis 1989) und schließlich Professor (von 1989 bis 2001), zuletzt Alfred Cowles Professor of Government. Seit 2001 ist er Christopher H. Browne Distinguished Professor of Political Science an der University of Pennsylvania. Seine Forschungsinteressen liegen beim Öffentlichen Recht und der Politischen Theorie. 

## Schriften (Auswahl)
- That is not who we are! Populism and Peoplehood. Yale University Press, New Haven 2020, ISBN 978-0-30022-939-4.
- Political peoplehood. The roles of values, interests, and identities. University of Chicago Press, Chicago 2015, ISBN 978-0-22628-4-934.
- Stories of peoplehood. The politics and morals of political membership. Cambridge University Press, New York 2003, ISBN 0521813034.
- Civic ideals. Conflicting visions of citizenship in U.S. history.  Yale University Press, New Haven 1987, ISBN 0300069898.
- Liberalism and American constitutional law. Harvard University Press, Cambridge, Mass. 1985, ISBN 0674530152.